# Damalis vitripennis
Damalis vitripennis är en tvåvingeart som beskrevs av Osten Sacken 1882. Damalis vitripennis ingår i släktet Damalis och familjen rovflugor. Inga underarter finns listade i Catalogue of Life.